# 督憲橋
督憲橋是加拿大安大略省多倫多的一座橋樑及同名小社區，位於玫瑰谷（Rosedale）社區和摩亞公園（Moore Park）社區以東。與它們不同的是，督憲橋社區曾是前東約克市的一部分。該社區以區內同名的「督憲橋」命名，該橋從德忌利士坊（Douglas Crescent）跨越摩亞公園峽谷（Moore Park Ravine）連接到Astley Avenue，並將督憲橋社區連接到玫瑰谷社區。這座橋建於1923年，並於2000年整修。
督憲橋的邊界是北部的加拿大太平洋鐵路，南部和東部的灣景路（Bayview Avenue），以及作為摩亞公園峽谷一部分的泥溪（Mud Creek）與西部的陶器道（Pottery Road）的路口。截至2009年5月1日，它目前包含督憲道（Governor's Road）、尼士別徑（Nesbitt Drive）、德忌利士坊（Douglas Crescent）、真爹核臣徑（True Davidson Drive）和咸頓公園坊（Hampton Park Crescent）等街道上的所有住宅物業。該社區被一組較小的鐵路軌道分為兩個部分。

## 西段

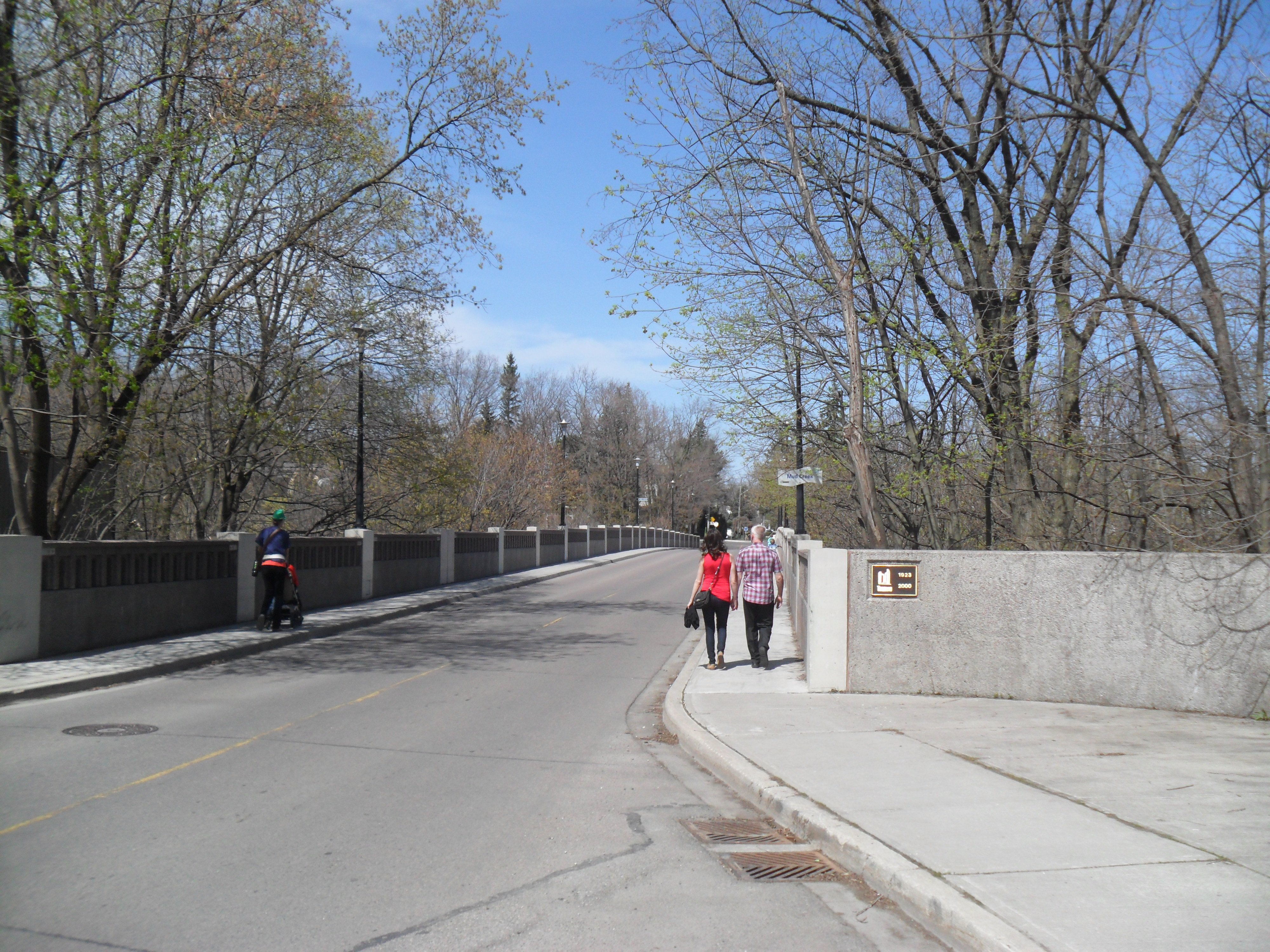
督憲橋位於其同名社區的西部。

這是一個非常小的社區，只有幾百戶人家。該地區最初於1911年由兩位著名的多倫多律師威廉·德忌利士（William Douglas）和華萊士·尼士別（Wallace Nesbitt）購買並細分。兩個人在社區各有一條以其命名的街道，德忌利士坊（Douglas Crescent）和尼士別徑（Nesbitt Drive）。1923年督憲橋建成，將該地區與城市的其他部分連接起來的施工才開始。這座橋的名字是為了紀念安大略省省督（而非加拿大總督），當時的省督府（Fourth Government House，現已拆除）就位於橋南邊，名為Chorley Park。
社區的西部在「咆哮的二十年代」繁榮時期迅速建成，大部分房屋都可以追溯到這個時代。其中許多都帶有西班牙風格。這種風格當時在加利福尼亞州也很流行，因此經常在那個時期的電影中出現和美化。因此，在其早期歷史中，該地區有時被稱為「小荷里活」。如今，它仍然是一個精英飛地，只是近年來，許多較小的平房被更大的新房所取代。

## 東段及「灣景幽靈」

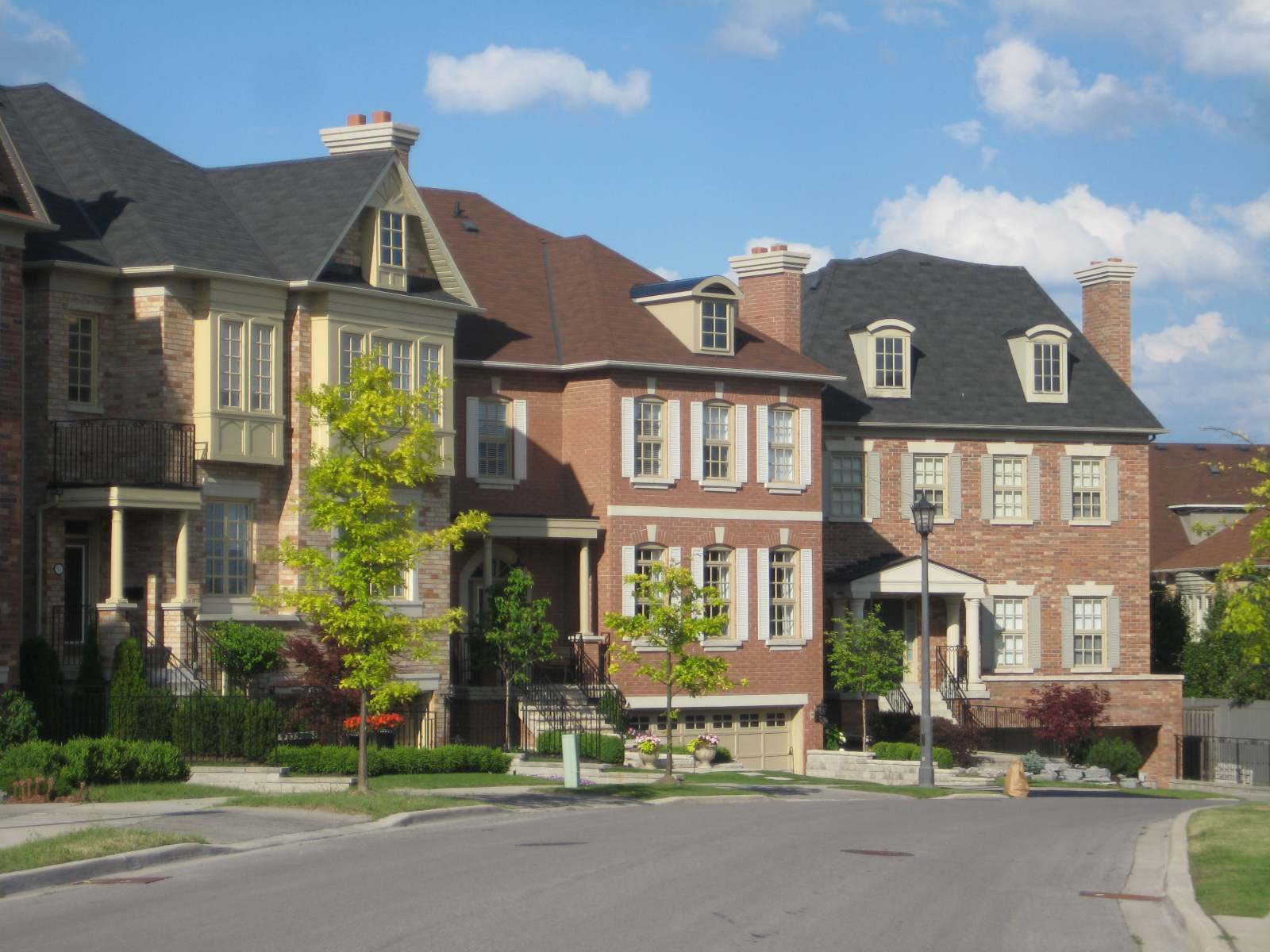
督憲橋社區新東段的房屋。

鐵路線對面的街區東部有着截然不同的歷史。第二次世界大戰後，灣景路從摩亞路（Moore Avenue）向南延伸穿過當河谷（Don Valley）。這開啟了開發督憲橋社區東部的土地的可能性，可以沿著灣景路到達。1959年，多倫多土地開發商Harry Frimerman獲得東約克區長Jack Allen的許可，在該地塊上建造一套柏文大廈。這立即引起了督憲橋社區及鄰近社區居民的憤怒，他們曾承諾該地區將繼續作為公園用地。幾天之內，市政當局就改變了主意，但根據法律，開發許可證不能被撤銷。開發商開始建造咸頓公園公寓（Hampton Park Apartments）。由於無法阻止施工本身，該鄉鎮拒絕向現場提供供水及下水道服務。1960年，由於市政當局拒絕授予通行權（right-of-way），開發商停止了部分完工的公寓的建設。一個空心的七層建築外殼在現場保留了二十多年。位於峽谷頂部和當河谷園林公路（Don Valley Parkway）旁邊的位置使其成為一個突出的地標，並被暱稱為「灣景幽靈」（Bayview Ghost）。
東約克將該地區重新劃分為單戶住宅區，「幽靈」最終於1981年11月由開發商出資拆除。一座新橋被建造了，將督憲橋與鐵軌的另一側連接起來，在1990年代後期，Conservatory Group開始建造一個名為「督憲橋邨」（Governor's Bridge Estates）的新分區。該開發項目包括60套新折衷主義風格的住宅。這一發展也遇到了困難，因為人們不願意以玫瑰谷社區房屋的價格購買可以俯瞰到高速公路的房屋。